# 艾倫縣 (肯塔基州)
艾倫縣（英語：Allen County）是美國肯塔基州南部的一個縣，南鄰田納西州。面積972平方公里。根據美國2000年人口普查，共有人口17,800人。縣治斯科茨維爾 (Scottsville)。
成立於1820年4月1日。縣名紀念肯塔基州參議員、1812年戰爭戰死的約翰·艾倫 (John Allen)。本縣為一禁酒的縣。